# Широке (Луганський район)
Широке — селище в Україні, у Молодогвардійській міській громаді Луганського району Луганської області. З 2014 року є окупованим. Населення становить 457 осіб.

## Населення
За даними перепису 2001 року населення селища становило 457 осіб, з них 0,44 % зазначили рідною мову українську, а 99,56 % — російську.